# 13.ª Brigada de Infantería Motorizada
La 13.ª Brigada de Infantería Motorizada es una unidad del Ejército Brasileño con sede en Cuiabá y dependiente del Comando Militar del Oeste.

## Historia
Por decreto n.º 82 045 del 27 de julio de 1978, se creó el 1 de enero de 1979 la 13.ª Brigada de Infantería Motorizada, con sede en Cuiabá y subordinada a la 9.ª Región Militar.

## Organización
La estructura orgánica de la 13.ª es la que sigue:
- 13.ª Brigada de Infantería Motorizada.
  - Compañía Comando de la 13.ª Brigada de Infantería Motorizada.
  - 44.º Batallón de Infantería Motorizado.
  - 47.º Batallón de Infantería Motorizado.
  - 56.º Batallón de Infantería.
  - 18.º Grupo de Artillería de Campaña.
  - 13.º Pelotón de Comunicaciones de Ejército.
  - 2.º Batallón de Frontera.
  - 13.º Pelotón de Policía de Ejército.